# Beynes (Alpy Górnej Prowansji)
Beynes – miejscowość i gmina we Francji, w regionie Prowansja-Alpy-Lazurowe Wybrzeże, w departamencie Alpy Górnej Prowansji.

## Demografia
Według danych na rok 1990 gminę zamieszkiwały 93 osoby, a gęstość zaludnienia wynosiła 2 osoby/km². W styczniu 2015 r. Beynes zamieszkiwało 125 osób, przy gęstości zaludnienia wynoszącej 2,7 osób/km².